# 안중고등학교
안중고등학교(安仲高等學校)는 대한민국 경기도 평택시 안중읍 현화리에 있는 사립 고등학교이다.

## 학교 연혁
- 1963년 12월 14일 : 안중고등학교 설립인가(초대 이사장 이명헌)
- 1964년 3월 1일 : 안중고등학교 개교(초대 교장 유세준)
- 1971년 12월 20일 : 학칙 및 교명 변경 인가(안중종합고등학교)
- 1978년 12월 19일 : 명재당 준공(1,186.56m2)
- 1986년 12월 13일 : 교사 신축 이전(4,925.61m2)
- 1992년 6월 30일 : 자동차과 2학급 신설 인가
- 1994년 5월 16일 : 전자과 1학급 신설 인가
- 1994년 6월 8일 : 수정관 준공(498.82m2)
- 1995년 3월 3일 : 학생체육관 준공(396.5m2)
- 1996년 4월 15일 : 제1실습장 준공(898.64m2)
- 2000년 11월 26일 : 급식소 준공(505.78m2), 제2실습장 준공(508.5m2)
- 2003년 3월 1일 : 교명 변경인가(안중고등학교)
- 2005년 1월 15일 : 운동부 합숙소 준공(255.78m2)
- 2006년 3월 10일 : 다목적 체육관 준공(2,065.95m2), 다목적 교실(신관) 준공(533.43m2)
- 2010년 2월 23일 : 제3대 이사장 이정순 취임
- 2011년 10월 28일 : 별관 준공(2,177.34m2)
- 2016년 1월 1일 : 제14대 교장 김진현 취임
- 2017년 2월 9일 : 제51회 졸업 (총 졸업생 11,042명)
- 2018년 2월 8일 : 제 52회 졸업 (총 졸업생 11,278명)
- 2020년 2월 6일 : 제54회 졸업(졸업생수 216명, 총 졸업생 11,752명)
- 2023년 2월 9일 : 제57회 졸업(졸업생수 143명, 총 졸업생 12,222명)
- 2023년 3월 1일 : 제16대 교장 한만종 취임
- 2024년 9월 1일 : 제17대 교장 이선표 취임

## 설치 학과
- 전자과
- 자동차과
- 7차일반

## 참고 자료
- 안중고등학교 - 한국교육학술정보원 학교알리미